# République socialiste soviétique moldave du Dniestr
2 septembre 1990 – 5 novembre 1991
Entités précédentes :
- République socialiste soviétique moldave

Entités suivantes :
- République moldave du Dniestr

La république socialiste soviétique moldave du Dniestr ou république socialiste soviétique moldave pridnestrovienne (RSSMD ou RSSMP), également connue sous le nom de Transnistrie soviétique ou simplement Transnistrie, est créée en périphérie orientale de la république socialiste soviétique moldave (RSSM) le 2 septembre 1990 par des séparatistes pro-soviétiques qui espéraient rester au sein de l'Union soviétique lorsqu'il devint clair que la RSSM obtiendrait son indépendance de l'URSS et s'unirait éventuellement à la Roumanie. La RSSMD n'a jamais été reconnu comme une république soviétique par les autorités de Moscou ou de Chișinău. En 1991, la république moldave du Dniestr succède à la république socialiste soviétique moldave du Dniestr.